# Vizinhança (física)
Vizinhança, em física, define-se como sendo toda a parte, região, que rodeia um sistema. Um sistema separa-se da sua vizinhança por uma fronteira. Um sistema juntamente com a sua vizinhança constitui o universo. Uma transferência de energia ocorre por interação entre sistemas, isto é, entre um sistema e a sua vizinhança. As trocas de energia podem ocorrer através de calor, radiação e trabalho.

## Classificação
Quanto as interações com a vizinhança, os sistemas são classificados em:
- Um sistema sem nenhuma interação com a vizinhança, isto é, no qual não há troca de energia nem de massa é chamado um sistema isolado. São sistemas ideais, teóricos, mas para fins práticos pode-se considerar diversos sistemas reais como sendo sistemas isolados, como se faz comumente em engenharia.
- Um sistema termodinâmico que pode trocar calor ou trabalho com a vizinhança, mas não troca massa é chamado de sistema fechado. Uma ampola de um medicamento injetável, altamente hermética, é um exemplo de um sistema fechado, praticamente. Um cilindro de hidrogênio, de aço de parede espessa, é na prática um sistema fechado, mas no longo prazo, e a plena análise, não o é, pois os materiais possuem, fisicamente, uma determinada permeabilidade.
- Um sistema que troca energia ou massa com a vizinhança é chamado de sistema aberto. Uma panela aberta, como exemplo doméstico, aquecida num fogão, recebendo calor e o perdendo para o ambiente, junto com vapor dela saindo, é um sistema aberto.

Quanto a maneira como se comportam em relação às vizinhanças, as fronteiras classificam-se em:
- Fronteira adiabática: não permite a passagem de calor entre sistema e sua vizinhança. Uma garrafa térmica é um exemplo de uma aproximação de uma fronteira adiabática, que não existe perfeitamente na física, pois são fronteiras ideais.
- Fronteira diatérmica: permite a passagem de calor passar entre sistema e sua vizinhança. Uma panela, o objeto de metal que cerca um alimento, como exemplo doméstico, é uma fronteira diatérmica.
- Fronteira permeável: permite a passagem de massa e calor entre o sistema e sua vizinhança. A pele humana é um exemplo. Permite a transmissão de calor entre o corpo e o meio, assim como sua e absorve por exemplo, substâncias do meio, como água, uma certa taxa, e até solventes, causando inclusive intoxicações.